# Caripeta divisata
Caripeta divisata är en fjärilsart som beskrevs av Walker 1862. Caripeta divisata ingår i släktet Caripeta och familjen mätare. Inga underarter finns listade i Catalogue of Life.